# Oreste Moricca
Oreste Moricca (* 5. August 1891 in Filandari; † 21. Juni 1984 in Bra) war ein italienischer Fechter. Bei den Olympischen Sommerspielen 1924 in Paris gewann er Gold mit der Säbel-Mannschaft und Bronze mit der Degen-Mannschaft.